# Гено Матеев
Гено Матеев Стефанов е български футболист, полузащитник. Негов брат е известният лекар Драгомир Матеев.

## Кариера
Играл е за Скобелев (София) (1916 – 1919), Левски (София) (1921, 1922 – 1927) и Херта (Берлин, Германия) (1922). Има 57 мача и 2 гола в първенството. Вицешампион през 1925 г. Има 4 мача за националния отбор. Включен е в първия национален отбор за ОИ-1924 в Париж. Треньор на националния отбор през 1936 г. Активен футболен деятел, наблюдател на България на олимпийския турнир в Берлин (1936) заедно с Владимир Бойкикев и Пенко Рафаилов.